# Allium neapolitanum
Allium neapolitanum, el ajo blanco, es una planta de la familia de las aliáceas

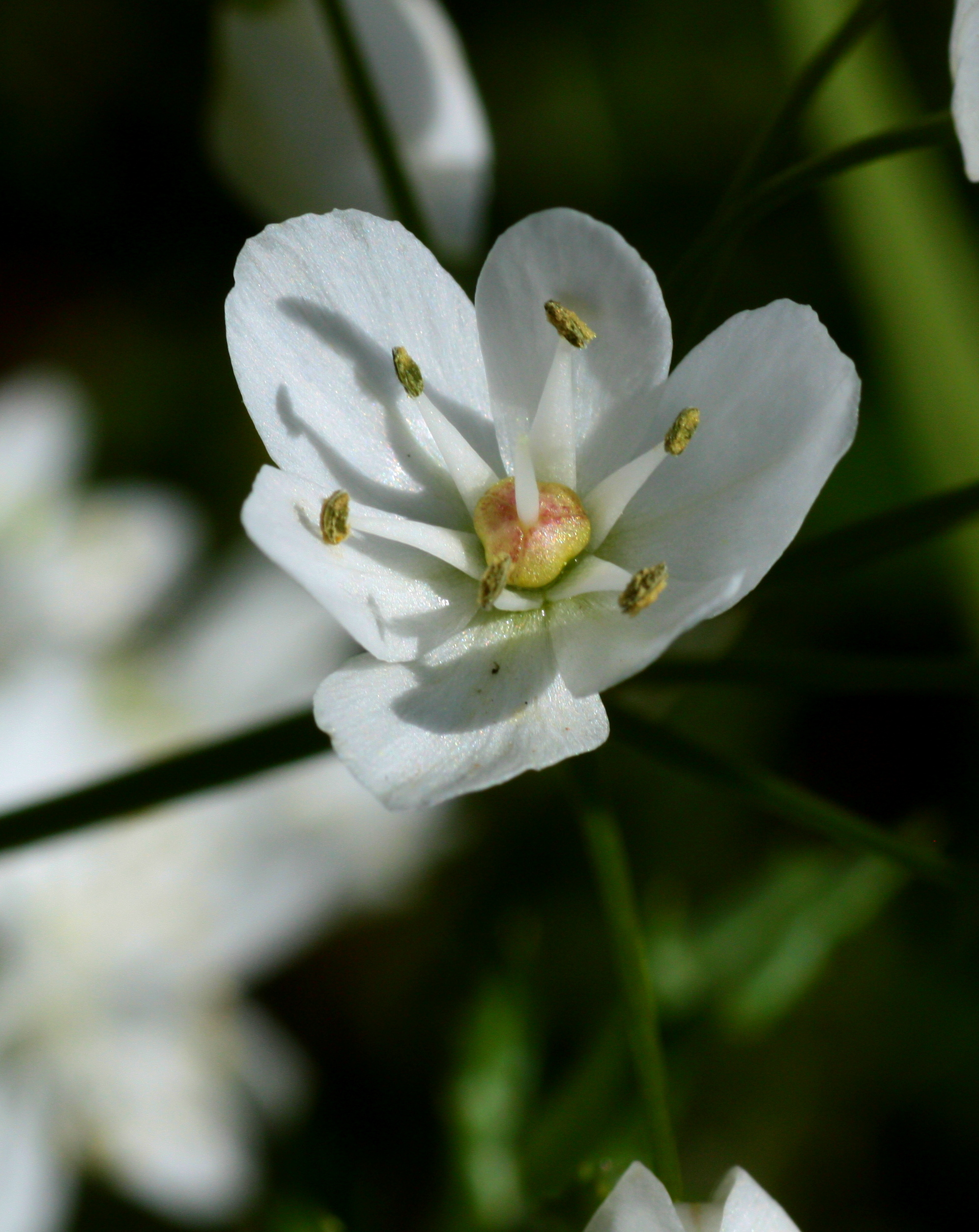
Detalle de la flor

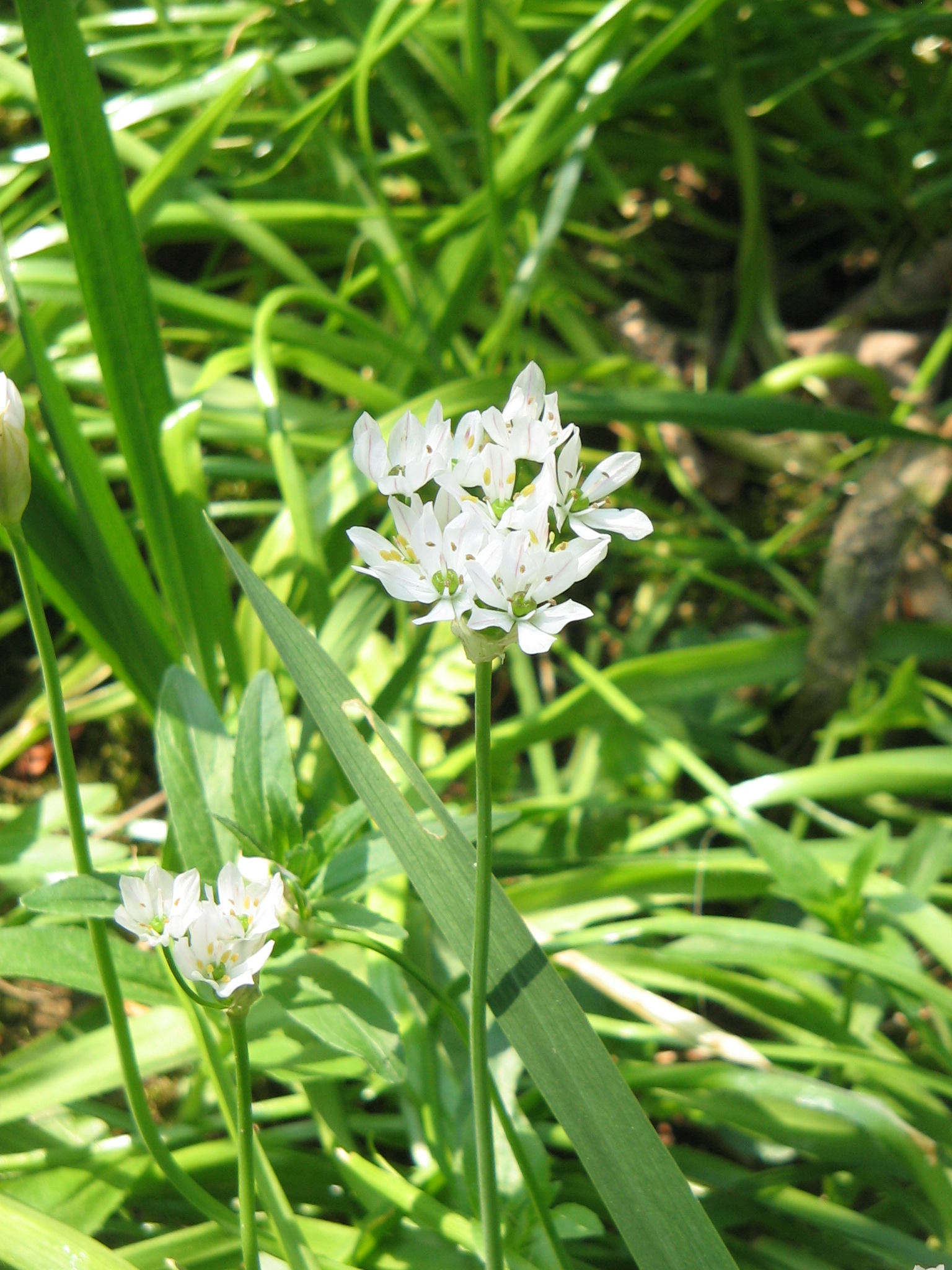
Vista de la planta en su hábitat

## Descripción
Planta bulbosa perenne, glabra, con tallo de 3 cantos de 20-50 cm de alto. Bulbo de 1-2 cm de diámetro, casi esférico con envoltura (túnica) membranosa y no perforada. Hojas en número de 2-3 en el cuarto inferior del tallo, anchamente lineares, de 8-35 cm de largo y 5-20 mm de ancho, carinadas por el envés. Umbela semiesférica o esférica, con una corta bráctea involucral por la base indivisa, de 5-8 cm de diámetro, con muchas flores, al principio inclinadas, sin bulbillos. Flores blancas, en forma de copa hasta extendidas, en pedúnculos de 1,5-3,5 cm de largo. Pétalos de 7-12 mm de largo y 4-6 mm de ancho, elípticos, romos. Estambres internos. Cápsula de 5 mm de largo, envuelta por los pétalos. Florece en primavera.
Hábitat
Frecuente en lugares sombríos, cultivos.
Distribución
Mediterráneo, Madeira y Canarias.

## Taxonomía
Allium neapolitanum fue descrita por Domenico Maria Leone Cirillo y publicado en Plantarum Rariorum Regni Neapolitani 1: 13, en el año 1788.
Etimología
Allium: nombre genérico muy antiguo. Las plantas de este género eran conocidos tanto por los romanos como por los griegos. Sin embargo, parece que el término tiene un origen celta y significa "quemar", en referencia al fuerte olor acre de la planta. Uno de los primeros en utilizar este nombre para fines botánicos fue el naturalista francés Joseph Pitton de Tournefort (1656-1708).
neapolitanum: epíteto geográfico que alude a su localización en Nápoles.
Citología
Número de cromosomas de Allium neapolitanum (Fam. Liliaceae) y táxones infraespecíficos: n=17, 18. 2n=36. 2n=31,32,34,35. n=16, 19. 2n=35.
Sinonimia
NOTA: Los nombres que presentan enlaces son sinónimos en otras especies: 
- Allium album Santi
- Allium amblyopetalum Link
- Allium candidissimum Cav.
- Allium candidum C.Presl
- Allium cowanii Lindl.
- Allium euosmon Link & Otto
- Allium gouanii G.Don
- Allium inodorum Aiton
- Allium lacteum Sm.
- Allium laetum Pollini
- Allium liliflorum Zeyh.
- Allium neapolitanum var. angustifolium Täckh. & Dror
- Allium sieberianum Schult. & Schult.f.
- Allium subhirsutum Sieber ex Kunth
- Allium subhirsutum Delile ex Boiss.
- Allium subhirsutum subsp. album (Santi) Maire & Weiller
- Allium subhirsutum var. glabrum Regel
- Allium sulcatum DC.
- Geboscon inodorum (Aiton) Thell.
- Nothoscordum inodorum (Aiton) G.Nicholson
- Nothoscordum inodorum (Aiton) Asch. & Graebn.[9]

## Nombre común
- Castellano: ajo blanco, ajo porro, cebolleta, escarroneros, lágrimas de la Magdalena, ojos de Cristo.[10]